# 小行星5355
小行星5355（5355 Akihiro）是一颗绕太阳运转的小行星，为主小行星带小行星。该小行星于1991年2月3日发现。

## 轨道参数
小行星5355的轨道半长轴为2.3122813 UA，离心率为0.166。